# Hina Matsuri
Hina Matsuri (ja. 雛祭り) je naziv festivala koji se u Japanu obilježava 3. ožujka. To je Dan djevojčica na koji se japanske obitelji mole za svoje kćeri, za njihovo zdravlje, blagostanje, mudrost i sretnu udaju. Karakterističan je prema petnaest porculanskih lutkica odjevenih u finu tatsumura
svilu. Postavljene su na postolje u obliku sedam stuba pokrivenih crvenom tkaninom. Cijeli prizor zapravo prikazuje spajanje princa i princeze u sveti brak.

## Postava lutkica
Na najvišoj stepenici nalaze se dairi lutke princa (ja. 御内裏様, o-dairi-sama) i princeze (ja. 御雛様, o-hina-sama). Na stepenici niže nalaze se razne dvorske dame (ja. 三人官女,san-nin kanjo)koje princu i princezi služe čaj i sake. Podno njih su najčesće pet do deset glazbenika (ja. 五人囃子, go-nin bayshi). Na nižoj stubi su pak dva ministra, jedan na lijevo (ja. 右大臣, udaijin) i jedan na desno(ja. 左大臣, sadaijin). Ispod njih su tri čistača palače. Na zadnjoj i predzadnjoj stepenici su postavljeni darovi za princezu (npr. miraz, sake, nakit, škrinjice itd). Pokraj postolja se stavljaju rano propupale stabljike sakure(trešnjino stablo) i tachibane (posebna vrsta bora).

## Povijest festivala
Tradicija izlaganja Hina lutkice potječe još iz razdoblja Edo, a dolazi od drevnih vjerovanja da lutke mogu preuzeti i nadvladati ljudske grijehe i zle duhove. Iz toga vjerovanja proizilazi običaj koji još uvijek postoji u nekim dijelovima Japana.
Hina-okuri ili Nagashi-bina(plutajuće lutke) je kada se lutke od slame ili papira stavljaju u čamčiće i puštaju niz rijeku ili u more u nadi da će otjerati zle duhove i očistiti od grijeha te djeci dati blagostanje i sreću.
Na sam dan praznika pije se shirozake, bezalkoholno piće bijele boje koje se dobiva fermentacijom riže. Vjeruje se da čisti mozak i tijelo.
Jede se šareni kolačić od riže, hishimochi, napravljen od tri sloja: zelenog, bijelog i ružičastog. Boje predstavljaju prirodu u rano proljeće.
Hina Matsuri je važan dan u životu japanskih djevojčica.

## Običaj
Svaka tradicionalno orijentirana japanska obitelj, koja ima kćer njoj kupi na dar jednu garniture Hina lutaka.
Jedna Legenda kaže ako djevojka zaboravi tu večer prije spavanja spremiti svoje lutke da će se kasno udati.